# Statuia lui George Enescu din Tescani
Statuia lui George Enescu din Tescani este un monument istoric aflat pe teritoriul satului Tescani, comuna Berești-Tazlău, operă a sculptorului Boris Caragea.